# Dante Pettis
Dante Pettis (San Clemente, 23 ottobre 1995) è un giocatore di football americano statunitense che milita nel ruolo di wide receiver per i Chicago Bears della National Football League (NFL).

## Carriera universitaria
Al college Pettis giocò a football con i Washington Huskies dal 2014 al 2017. Nel 2017 contro gli Oregon Ducks batté il record NCAA per punt ritornati in touchdown in carriera. Per le sue prestazioni fu premiato come All-American da American Football Coaches Association, Football Writers Association of America, Walter Camp Football Foundation e The Sporting News.

## Carriera professionistica
Pettis fu scelto nel corso del secondo giro (44º assoluto) del Draft NFL 2018 dai San Francisco 49ers. Debuttò come professionista subentrando nella gara del primo turno contro i Minnesota Vikings segnando subito un touchdown e chiudendo con 2 ricezioni per 61 yard. La sua stagione da rookie si chiuse con 27 ricezioni per 467 yard e 5 touchdown.

## Palmarès
- National Football Conference Championship: 1

San Francisco 49ers: 2019